# Jouy-en-Josas
Jouy-en-Josas is een gemeente in het Franse departement Yvelines (regio Île-de-France) en telt 7946 inwoners (1999). De plaats maakt deel uit van het arrondissement Versailles. In Frankrijk is Jouy-en-Josas voornamelijk bekend van zijn agrarisch onderzoeksinstituut INRA en businessschool HEC Paris.

## Geografie
De oppervlakte van Jouy-en-Josas bedraagt 10,1 km², de bevolkingsdichtheid is 786,7 inwoners per km².
De onderstaande kaart toont de ligging van Jouy-en-Josas met de belangrijkste infrastructuur en aangrenzende gemeenten.

## Demografie
Onderstaande figuur toont het verloop van het inwonertal (bron: INSEE-tellingen).